# Tiroteo escolar de Emsdetten
El tiroteo escolar de Emsdetten fue un tiroteo escolar que ocurrió en Geschwister Scholl-Schule en Emsdetten, Alemania, el 20 de noviembre de 2006. El exalumno de dieciocho años Sebastian Bosse disparó e hirió a cinco personas y detonó varias bombas de humo antes de suicidarse.
Aunque no hubo víctimas mortales además del pistolero, el tiroteo fue considerado en un momento como el peor tiroteo en una escuela en la historia de Alemania desde la masacre de Erfurt, en la que murieron 17 personas, incluido el perpetrador. Esta posición la ocupa ahora el tiroteo en la escuela Winnenden de 2009, que dejó 16 muertos, incluido el perpetrador.

## Detalles

### El tiroteo
El 20 de noviembre de 2006, aproximadamente a las 9:20 a. m., hora local, Bosse condujo hasta la Geschwister Scholl-Schule y entró en el patio de la escuela con sus armas, vestido con una gabardina negra larga y una máscara antigás negra. En el camino, comenzó a disparar al azar e hirió al conserje de la escuela, quien resultó gravemente herido de un tiro en el estómago. Una maestra que seguía al conserje también resultó herida cuando Bosse arrojó una bomba de humo que la golpeó en la cara. Unos diez minutos después de que comenzara el tiroteo, la policía fue informada del incidente.
Bosse entró al edificio de la escuela, disparando varios tiros más e hirió a cuatro estudiantes. También encendió varias bombas de humo, llenando el edificio de humo. A las 9:34 a. m. llegó la policía, pero encontró extremadamente difícil la entrada a la escuela. A las 9:58 a. m., un grupo de trabajo especial finalmente irrumpió en la escuela y registró el edificio, descubriendo el cuerpo de Bosse en el segundo piso a las 10:36 a. m., 38 minutos después de la entrada. Bosse se había disparado a sí mismo en la boca, aunque inicialmente no estaba claro si se había disparado a sí mismo o si murió por la detonación de un artefacto explosivo que estaba adherido a su cuerpo. Tuvieron que traer expertos en explosivos para desactivar los explosivos encontrados atados a su cuerpo, así como explosivos adicionales encontrados alrededor de la escuela.

### Víctimas
Bosse fue la única víctima mortal en el tiroteo, mientras que un total de 22 personas resultaron heridas. Cuatro estudiantes (tres niños y una niña de entre 12 y 16 años) y el conserje de la escuela sufrieron heridas de bala, las cuales fueron dirigidas hacia el pecho, el estómago, el brazo, la rodilla y la mano. Una maestra embarazada también sufrió heridas en la cara cuando fue alcanzada por una bomba de humo lanzada. Además, 16 policías tuvieron que ser atendidos por problemas respiratorios por inhalación de humo, mientras que 15 estudiantes sufrieron shock.

### Armas
Durante el ataque, Bosse estaba armado con un rifle de aire comprimido de cerrojo Burgo calibre .22, un rifle de percusión Ardesa, una pistola y una pistola caplock Ardesa "Patriot". Los cañones y las culatas de los dos rifles fueron aserrados. Además, se encontraron tres bombas de humo y un cuchillo en el cuerpo de Bosse, diez bombas de humo adicionales y una bomba incendiaria en su mochila, y cuatro bombas caseras colocadas. Alrededor de la escuela. Una búsqueda en su automóvil recuperó cuatro bombas de humo más, tres bombas incendiarias y un machete. Un allanamiento en la casa de sus padres recuperó una pistola de gas, un arma de airsoft, un rifle de aire comprimido y varios productos químicos.
Bosse compró el rifle de percusión a un comerciante de armas en línea. El traficante confirmó que Bosse había participado en tres subastas en línea durante los dos meses anteriores al ataque; las tres subastas vendieron armas. Sin embargo, las subastas solo vendían armas a personas mayores de 18 años. El abogado Wolfgang Schweer confirmó a WDR que no se inició ninguna investigación contra las subastas. El rifle de cerrojo con el que Bosse estaba armado durante el ataque se lo había comprado a un pariente varón de 24 años a cambio de una pistola de airsoft; el hombre no estaba al tanto de la verdadera intención de Bosse.

## Perpetrador
Sebastian Bosse (29 de abril de 1988 - 20 de noviembre de 2006) se graduó de la Geschwister Scholl School en 2006. Otros lo conocían generalmente como "Bastian". Según el Ministerio Público, el motivo del ataque fue "la frustración general de la vida". Mientras asistía a la escuela, tuvo problemas sociales con sus compañeros y se vio obligado a repetir dos clases. También era conocido por otros por escuchar música death metal, vistiendo ropa completamente negra o de camuflaje y teniendo afinidad por las armas de fuego. Según los informes, se fue de cacería con su padre, un cartero.
Se afirmó de su diario, investigaciones policiales y declaraciones de sus compañeros de clase que fue intimidado. Más tarde, una investigación encontró una nota de suicidio escrita por él, que decía que quería "ser feliz nunca más" y que no podía soportar las restricciones diarias a su libertad. La nota decía:
Ich habe in den 18 Jahren meines Lebens erfahren müssen, das man nur Glücklich werden kann, wenn man sich der Masse fügt, der Gesellschaft anpasst. Aber das konnte und wollte ich nicht. Ich bin frei! Niemand darf in mein Leben eingreifen, und tut er es doch hat er die Konsequenzen zu tragen! Kein Politiker hat das Recht Gesetze zu erlassen, die mir Dinge verbieten. Kein Bulle hat das Recht mir meine Waffe wegzunehmen, schon gar nicht während er seine am Gürtel trägt.
En los 18 años de mi vida he tenido que experimentar que solo se puede ser feliz si uno se somete a la multitud, se adapta a la sociedad. Pero no podía ni quería. ¡Soy libre! A nadie se le permite intervenir en mi vida, y si lo hace, ¡tiene que asumir las consecuencias! Ningún político tiene derecho a hacer leyes que me prohíban cosas. Ningún policía tiene derecho a quitarme mi arma, especialmente mientras tiene la suya en el cinturón.
También dijo:
Ich hasse euch und eure Art! Ihr müsst alle sterben! Seit meinem 6. Lebensjahr wurde ich von euch allen verarscht! Nun müsst ihr dafür bezahlen! [...] Als letztes möchte ich den Menschen die mir was bedeuten, oder die jemals gut zu mir waren, danken, und mich für all dies Entschuldigen! Ich bin weg...
¡Te odio a ti y a los de tu clase! ¡Todos ustedes deben morir! ¡Desde los 6 años me han jodido todos ustedes! ¡Ahora tienes que pagar por ello! [...] Por último, quiero agradecer a las personas que me importan o que alguna vez han sido buenas conmigo, ¡y disculparme por todo esto! Me fuí...
Dos años y medio antes del ataque, Bosse había anunciado sus intenciones en un foro de Internet y había pedido ayuda psicológica. También publicó fotos y videos de un sitio llamado airsoft play, así como videos de fabricación de bombas en un sitio web personal. Fotografías adicionales en el sitio web mostraban a Bosse con una variedad de armas, incluida una metralleta, en público. El domingo por la noche antes del ataque, Bosse publicó cuatro videos en su sitio web, en los que él y otra persona operaban con armas y explosivos. El sitio se cerró inmediatamente después del ataque por la policía de Renania del Norte-Westfalia, pero su contenido se copió en respuesta al cierre y se colocó en varios otros sitios web. Bosse había planeado el ataque extensamente, según el contenido de su diario.
El tribunal de distrito de Rheine reveló que Bosse había ido a un evento al aire libre con una pistola de gas en su poder. Había estado tomando bebidas alcohólicas en ese momento. La policía fue alertada del incidente y confiscó su pistola de gas. Aunque Bosse tenía una licencia de armas insuficiente, esto no le impedía portar tales armas en eventos públicos. También se informó que debía comparecer ante el tribunal antes del tiroteo, por cargos de posesión ilegal de una pistola Walther P38.
Poco antes del ataque, Bosse había dejado una publicación en Internet y un mensaje de video desde la sala de estar de sus padres. Había declarado que odiaba a la gente y le enseñaron a ser un "perdedor" en su escuela. También dejó una nota de suicidio en su sitio web, que desde entonces ha sido eliminada.

## Consecuencias
El evento provocó renovadas demandas de prohibición de videojuegos violentos (llamados Killerspiele, "juegos de matar" por los medios y políticos alemanes) en Alemania, ya que la policía determinó que Bosse "pasaba la mayor parte de sus horas de vigilia" jugando Counter-Strike.
A partir de mediados de 2008, los juegos de computadora se lanzaron con una etiqueta de calificación USK mucho más grande, cumpliendo con un cambio realizado en el Artículo 12 de JuSchG. Las propias etiquetas se rediseñaron posteriormente en 2009 tras las fuertes críticas de los clientes.